# 洪淳徹
洪 淳徹（ホン・スンチョル、朝鮮語: 홍순철、1894年7月26日 - 1974年3月7日）は、日本統治時代の朝鮮および大韓民国の教育者、政治家。第3代韓国国会議員。

## 経歴
大邱または忠南牙山出身。京城高等普通学校教員養成所卒。朝鮮公立普通学校教員・訓導、私立大邱嶠南学校校長、大韓独立促成国民会忠清南道副委員長・牙山支部支部長、南朝鮮過渡立法議会議員、信託統治反対国民総動員牙山郡委員長、自由党牙山郡党委員長・忠清南道党副委員長、忠南商工経済会顧問、忠清南道議会議員、国会全員委員会委員長を務めた。